# Саличето (Италия)
Саличето (итал. Saliceto, пьем. Sarzèj) — коммуна в Италии, располагается в регионе Пьемонт, в провинции Кунео.
Население составляет 1433 человека (2008 г.), плотность населения составляет 60 чел./км². Занимает площадь 24 км². Почтовый индекс — 12079. Телефонный код — 0174.
Покровителем коммуны почитается священномученик Лаврентий, празднование 10 августа.

## Демография
Динамика населения:

## Города-побратимы
- Саличето, Франция

## Администрация коммуны
- Официальный сайт: https://web.archive.org/web/20110726184717/http://www.comunesaliceto.it/